# William Gordon (Politiker, 1862)

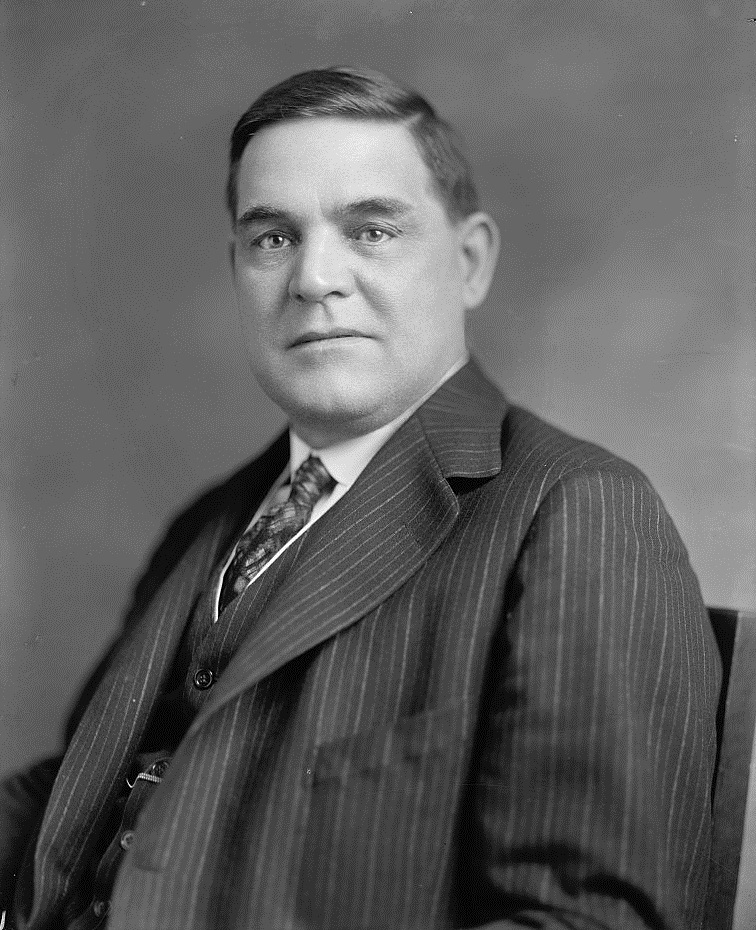
William Gordon

William Gordon (* 15. Dezember 1862 in Oak Harbor, Ohio; † 16. Januar 1942 in Cleveland, Ohio) war ein US-amerikanischer Politiker der Demokratischen Partei. Vom 4. März 1913 bis 3. März 1919 war er Mitglied des Repräsentantenhauses der Vereinigten Staaten für den 20. Kongressdistrikt des Bundesstaates Ohio.

## Biografie
Auf einer Farm in der Nähe von Oak Harbor wurde William Gordon 1862 geboren. Er besuchte in Oak Harbor die öffentlichen Schulen und ging in Toledo aufs College. Bevor er hauptamtlich Politiker wurde, war er stellvertretender Schatzmeister des Ottawa County und von 1890 bis 1896 Mitglied des Schulrates. 
1893 beendete er sein Jura-Studium an der University of Michigan. Im selben Jahr wurde er als Rechtsanwalt zugelassen und praktizierte fortan in seiner Geburtsstadt. Von 1895 bis 1901 war er Staatsanwalt im Ottawa County. 1896 war Delegierter zur Democratic National Convention in Chicago. 1906 zog er nach Cleveland um, wo er eine Firma mit dem Namen Gordon Lumber Company gründete. 1910 kandidierte er erstmals für einen Sitz im US-Repräsentantenhaus, jedoch erfolgreich. 1912 gelang ihm dann der Einzug ins House als Vertreter des 20. Distrikts von Ohio. Dort diente er drei Legislaturperioden und schied 1919 wieder aus. 
Er zog sich wieder nach Cleveland zurück, wo er bis zu seinem Tod am 16. Januar 1942 als Anwalt tätig war. Er wurde auf dem Oak Harbor Cemetery in seiner Geburtsstadt beigesetzt. Gordon war ab 1893 mit Elizabeth Gernhard verheiratet, gemeinsam hatten beide zwei Kinder.